# Stachybotrys
Stachybotrys es un género de hongos de reproducción asexuada. Relacionado al género Memnoniella, la mayoría de las especies de Stachybotrys son mohos que habitan en materiales ricos en celulosa. El género tiene una distribución amplia, y contiene cerca de 50 especies.
Las especies de peor reputación,  S. chartarum o S. atra, y S. chlorohalonata, son conocidas como moho negro o moho tóxico, y son frecuentemente asociadas con una calidad de aire interna pobre que se acrecienta después del crecimiento de hongos en materiales de edificios y/o construcciones dañados por el agua.

## Patogeneidad

### Síntomas de  exposición humana aStachybotrys
La exposición a la micotoxina presente en Stachybotrys chartarum o Stachybotrys atra puede producir un amplio rango de efectos. Dependiendo de la duración de la exposición y el volumen de las esporas inhaladas o ingeridas, los síntomas pueden manifestarse como fatiga crónica o dolor de cabeza, fiebre, ojos irritados,  membranas mucosas de boca, nariz y garganta con estornudos, erupciones cutáneas y tos crónica. En casos severos de exposición o casos exacerbados por reacción alérgica, sus síntomas pueden ser extremos incluyendo náuseas, vómitos y sangrado en pulmones y nariz. La polémica se inició a principios de 1990 tras el análisis de dos muertes infantiles debidas a hemorragias pulmonares en Cleveland, Ohio; vinculadas inicialmente a la exposición a grandes cantidades de Stachybotrys chartarum. Pero nuevos análisis posteriores y extensos de los casos por el Centro para el Control y Prevención de Enfermedades no han podido establecer ninguna relación entre muertes y exposición al moho.

## Especies
- Stachybotrys albipes (Berk. & Broome) S.C. Jong & Davis (1976)
- Stachybotrys alternans Bonord. (1851)
- Stachybotrys breviuscula McKenzie (1991)
- Stachybotrys chartarum (Ehrenb.) S. Hughes (1958)
- Stachybotrys chlorohalonata  B. Andersen & Thrane (2003)
- Stachybotrys cylindrospora C.N. Jensen (1912)
- Stachybotrys dichroa Grove (1886)
- Stachybotrys elegans (Pidopl.) W. Gams (1980)
- Stachybotrys eucylindrospora D.W. Li (2007)
- Stachybotrys freycinetiae McKenzie (1991)
- Stachybotrys kampalensis Hansf. (1943)
- Stachybotrys kapiti Whitton, McKenzie & K.D. Hyde (2001)
- Stachybotrys longispora Matsush. (1975)
- Stachybotrys mangiferae P.C. Misra & S.K. Srivast. (1982)
- Stachybotrys microspora (B.L. Mathur & Sankhla) S.C. Jong & E.E. Davis (1976)
- Stachybotrys nephrodes McKenzie (1991)
- Stachybotrys nephrospora Hansf. (1943)
- Stachybotrys nilagirica Subram. (1957)
- Stachybotrys oenanthes M.B. Ellis (1971)
- Stachybotrys parvispora S. Hughes (1952)
- Stachybotrys ruwenzoriensis Matsush. (1985)
- Stachybotrys sansevieriae G.P. Agarwal & N.D. Sharma (1974)
- Stachybotrys sinuatophora Matsush. (1971)
- Stachybotrys suthepensis Photita, P. Lumyong, K.D. Hyde & McKenzie (2003)
- Stachybotrys theobromae Hansf. (1943)
- Stachybotrys waitakere Whitton, McKenzie & K.D. Hyde (2001)